# The Jakarta Symphony
The Jakarta Symphony é uma orquestra de Jakarta, Indonésia. Foi fundada pelo encontro entre músicos profissionais e uma orquestra muito conhecida, a Orkes Simponi Jakarta. Os membros foram Tony Suwandi, Embong Rahardjo, Suka Hardjana, Suwanto Suwandi, Sudomo, Nursyiwan Lesmana, F.X. Sutopo, Amir Katamsi e amigos. 
O repertório da orquestra consiste em obras de Johann Strauss, Gioacchino Rossini, Tchaikovsky, Mozart, Haydn, Antonio Vivaldi, Handel, Andrew Lloyd Webber, Puccini e Leonard Bernstein.